# Baeus rufus
Baeus rufus är en stekelart som beskrevs av Kononova och Fursov 1999. Baeus rufus ingår i släktet Baeus och familjen Scelionidae. Inga underarter finns listade.